# Literatura medieval francesa

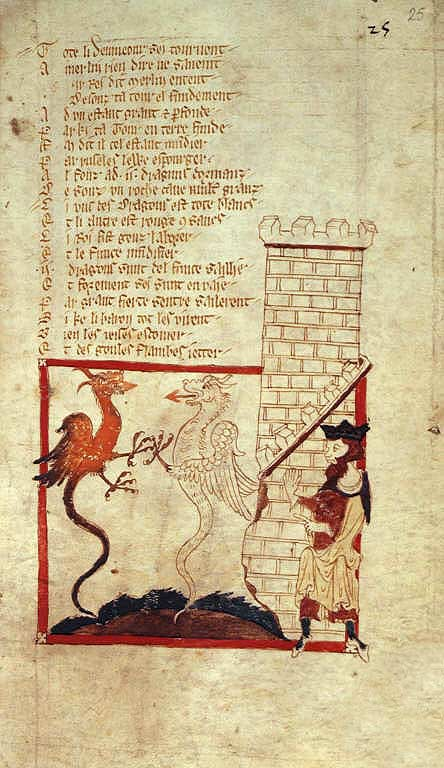
Wace, Roman de Brut, manuscrito do século XIV.

Entende-se por literatura medieval francesa a produção literária composta na língua francesa ou oïl, durante um período entre o século IX, data dos primeiros textos em romance, até ao século XV.
Durante os séculos XII, XIII e XIV, os franceses e seus modelos literários correspondentes eram hegemônicos na literatura cortesã e cavalheiresca. Difundido pelos cultos tribunais anglo-normandos e franceses, estendeu seu uso a territórios tão distantes de sua área natural como Escandinávia, Germânia, penínsulas italianas e ibéricas ou reinos cristão-ocidentais do Oriente Próximo. Nesse fenômeno está a origem de uma literatura europeia abrangente que transcende as identidades nacionais ainda não publicadas e é reivindicada contra escrita na língua culta, o latim. Por outro lado, essa nova expressão literária foi o início de um processo de secularização da literatura que, até então, tratava exclusivamente de questões religiosas. O francês antigo foi configurado como a linguagem românica específica de certos gêneros de romance, como histórias de ficção, obras enciclopédicas, tratados científicos e até livros de viagens.                                                                                                                                                                                                                                                

## Primeiros textos
O primeiro texto literário conhecido na língua francesa é a Sequência de Santa Eulália, provavelmente escrita entre 881 e 882. É uma adaptação em 29 versos de um poema latino de caráter religioso e moralizante. Ele foi seguido por outros como Vie de Saint Léger e Vie de Saint Alejo. Os primeiros grandes textos da literatura francesa datam de meados da Idade Média, até ao século XI, numa época de grande desenvolvimento da agricultura e expansão demográfica após longos períodos de invasões e epidemias.

## Literatura épica medieval
O épico francês aparece no final do século XI e ainda é cultivado até o século XV, levando à maior produção de quantos existem na Europa. A classificação por ciclos, de acordo com o herói ou a família em torno da qual a história se passa, foi imposta quando se trata de colocar ordem no vasto corpo das canções. Como personagens gerais de toda a produção, destaca-se a sobriedade da narração, com um elemento fantástico crescendo nas últimas composições e que será a base futura dos romances de cavalaria; e a organização em corridas ou laisses de extensão variável como uma estrofe, com versos de dezesseis sílabas nos primeiros trabalhos, que foram substituídos tardiamente pelos alexandrinos. A literatura épica medieval gira em torno da cavalaria, define-a eticamente e divulga seu mito. Nas obras de gesta, a classe feudal é mostrada através do cavaleiro, herói épico de força e resistência sobre-humanas, que faz da guerra o seu modo de vida e é apresentado como um exemplo de fidelidade ao seu senhor e, portanto, como representante. de uma sociedade cuja existência está em risco. Os outros personagens representam papéis definidos: o amigo confiante, o traidor, o inimigo etc. Sua função na narração é sublinhar o heroísmo e as virtudes do herói principal. Em geral, os temas das canções de ação constituem o que o poeta Jean Bodel chamou de matéria da França, em oposição aos do sujeito arthurico (matéria da Bretanha) e aos temas da antiguidade (matéria de Roma).
Tristão e Isolda
A lenda de Tristão e Isolda afunda suas raízes escuras em elementos arquetípicos, provavelmente presentes em muitas culturas diferentes. Parece uma reminiscência da antiguidade greco-romana e do texto persa Wis e Ramin, entre outros.No entanto, sua relação com a questão da Bretanha é muito mais clara. Existem inúmeras partidas com sagas irlandesas, como Diarmaid e Grainne, por exemplo. Tristan, Isolde, Marc e Arturo também são mencionados em algumas "tríades" bretãs. Não surpreendentemente, a partir das versões mais antigas conhecidas, a história se passa nas terras celtas da ilha da Irlanda.
Na literatura francesa, a lenda mais antiga nos é conhecida principalmente por duas histórias: uma do poeta francês Béroul e outra do anglo-normando Thomas da Inglaterra, embora também seja possível que houvesse uma versão perdida de Chrétien de Troyes.
Ambos os textos contam a história de Tristão, cuja mãe morre quando criança, forçando-o a viver com seu tio, o rei Marc da Cornualha. Lá, Tristão se destaca como um cavaleiro brilhante e, entre seus feitos, está a salvação do país do ataque do gigante irlandês Morholt, uma façanha na qual ele está ferido. Seguindo sua vontade, ele é abandonado em um barco que, à deriva, chega às margens da Irlanda, onde Isolde, a Loira, sobrinha de Morholt, cura suas feridas.
Após este episódio, ele retorna à Cornualha, onde ajuda seu tio a encontrar uma esposa. O rei acidentalmente encontra um cabelo de Isolda e está determinado a se casar com ela, com o qual  Tristão retorna à Irlanda para procurá-la, mas, no barco de retorno, ambos acidentalmente bebem um filtro de amor que os faz se apaixonar. outro.
No entanto, Isolda se casa com o rei Marc, mas quando sua paixão é descoberta, eles são expulsos da corte. Escondido em uma floresta, um eremita de prestígio intercede por Isolda em um julgamento de Deus, o que resulta na restauração de sua honra e na restauração no palácio.

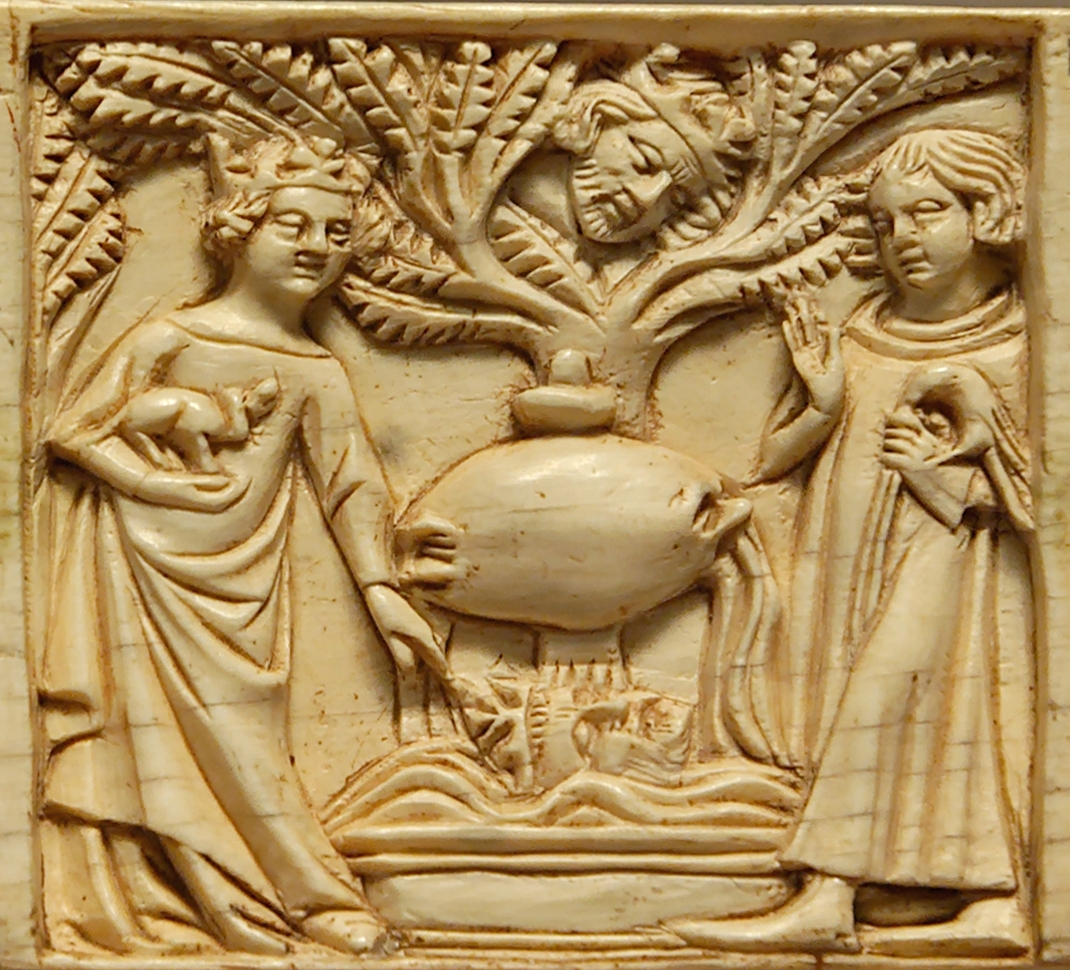
Tristão e Isolda vigiados pelo rei Marc. Detalhe de um baú. Século XIV

Enquanto isso, Tristão deixa o país, realiza inúmeras aventuras e acaba se casando com outro Isolda. Em uma de suas aventuras, ele volta a se machucar de tal maneira que só pode ser curado por Isolda, a Loira, que vem em seu auxílio assim que recebe a notícia. No entanto, Isolda engana Tristão , dizendo que o navio no qual a Loira chegará traz uma vela negra, o sinal acordado caso ela não possa ir. Tristão morre desesperado e Isolda também, ao saber do triste resultado.
A versão de Thomas é considerada mais cortês, devido ao caráter lírico que o aproxima da poesia provençal, enquanto a pergunta de Béroul é feita sobre o lugar que o amor e o desejo ocupam na sociedade.
El roman de Brut
Estas são crônicas rimadas que trazem a origem da dinastia Plantagenet de volta à linhagem Aeneas. Neste trabalho, são introduzidos muitos dos conceitos que mais tarde seriam fundamentais no romance educado do tipo arthurico: nobreza, honra, cortesia.
Os lais da Maria da França
Pouco se sabe sobre a vida da poeta Maria de França, mas, a julgar por seu trabalho, deveria ser uma mulher de grande sensibilidade e cultura, porque, além de compor o lais, traduziu para o latim e em verso a história do Purgatório de São Patrício, e compilou uma série de fábulas esópicas latinas sob o nome de Ysopete. Os lais de Maria da França, dos quais conhecemos doze, são versos curtos, cujos motivos parecem remontar à tradição oral celta e normanda, e apresentados de maneira inequivocamente cortês.

## A narrativa cortês
A literatura cortês ou anônima é, de certa forma, usada pelos nobres do século XII para ilustrar os princípios de seu tempo, valores da corte: força, adoração, generosidade e elegância. Na narrativa judicial, o papel da mulher se torna mais significativo e o sentimento de amor como ficção literária adquire maior relevância. O tratamento poético do amor subverte as rígidas normas sociais feudais, exaltando a intimidade e a individualidade dos amantes.

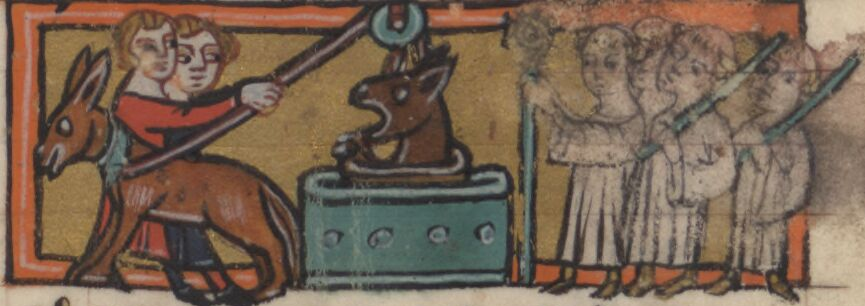
Roman de Renart

Os autores não assinam seus trabalhos no momento e o anonimato é bastante frequente.                                                                                                                                            
A evolução do romance cortês
- século X: A língua latina é a língua comum em toda a literatura.

- século XII: Aparência do romance que permite que pessoas que não conheciam o latim escrevam dando lugar a um novo gênero, o roman ou "romance", geralmente escrito em versos octossílabos.

Romances da mesa redonda
- O romance se opõe ao ato de ação, pois é a narração de uma aventura mais ou menos ficcional, enquanto a canção do ato sempre tem (ou finge ter) uma base histórica. Os romances têm como origem as tradições celtas sobre o rei Arthur e seus cavaleiros. A eles se juntam as histórias do Graal, que é o vaso com o qual José de Arimatéia coletou o sangue de Cristo (o cálice sagrado). Essas histórias, que constituem a chamada matéria da Bretanha, passam para a França no século XII, na forma de um lais, das quais as mais famosas são as de Maria da França.

- O lais de Maria da França, no número de quinze, entre os quais Lai de Yonec, Lai du Chèvrefeuille, Lai de Lanval, Lai d'Eliduc e Lai du Bisclavaret.

- Tristão e Isolda, das quais existem duas narrativas diferentes: a de Béroul, composta em 1150, e a de Thomas da Inglaterra, em 1170

- Chrétien de Troyes (1135 -1190), Autor de Erec e Enide (cerca de 1165), Cligès (cerca de 1170) Yvain, o Cavaleiro do Leão (cerca de 1170), Lancelot, o Cavaleiro do Carro (cerca de 1175) e Perceval , o Graal Tale (1175)

Romances de aventura do século XII ao XV
Eles não colocam mais seus temas e heróis na Bretanha: suas fontes são mais diversas e geralmente bizantinas.
- O romance dos Sete Sábios - Flores e Blancaflor - Partinuplés de Blois - A Castellana de Vergi - Jean de Paris

- O cantável Aucassin e Nicolette, da segunda metade do século XII, é uma pequena narrativa escrita metade em prosa e meio em verso.

- O Roman de Perceforest (1317-1340) faz de Alexandre, o Grande, um ancestral direto do rei Arthur e fundador da Távola Redonda.

Jean de Arras, em O Livro de Melusina (1392), conta a verdadeira história da grandeza e declínio da família Lusignan, no Chipre